# Judith Schalansky

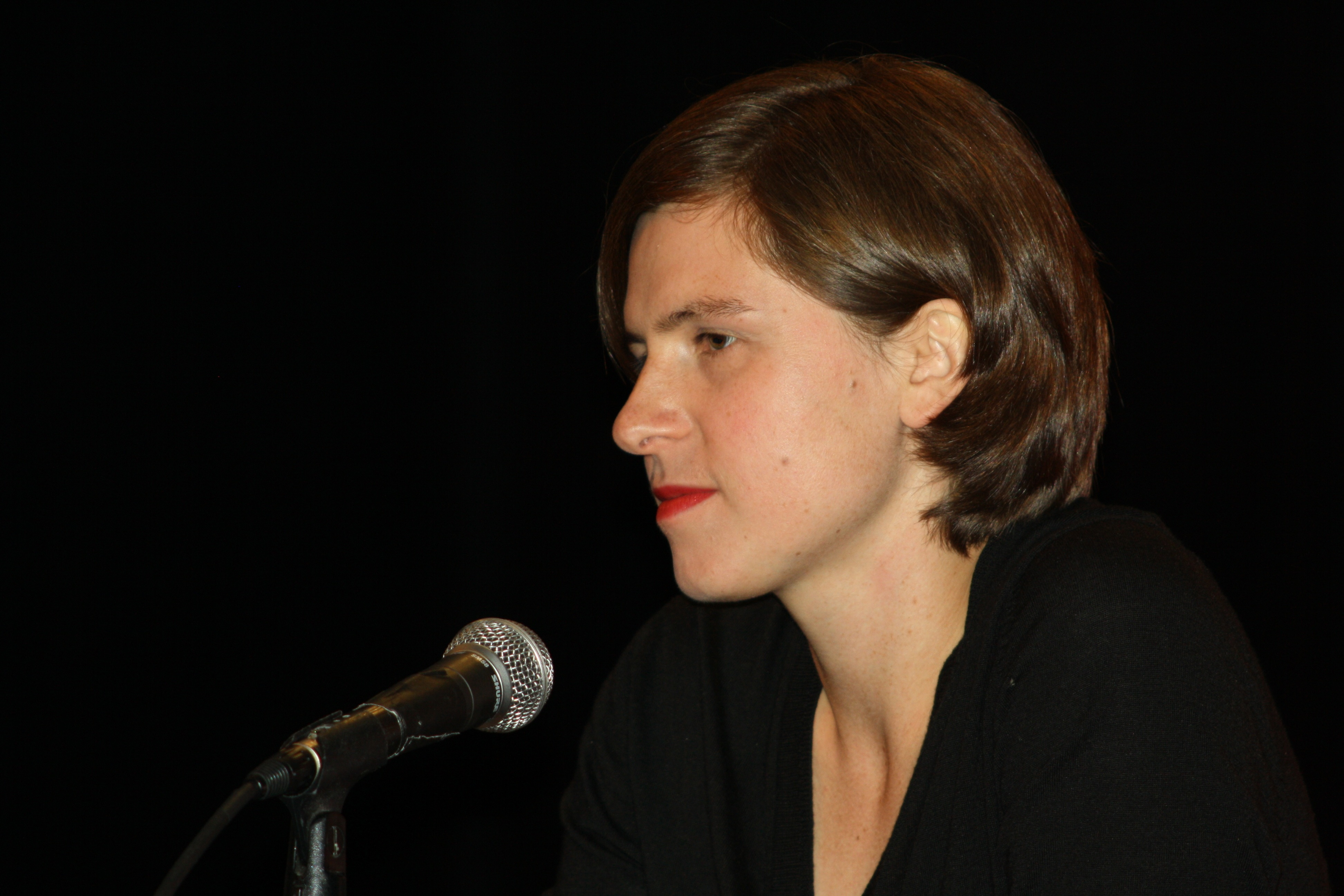
Judith Schalansky.

Judith Schalansky (Greifswald, 20 september 1980) is een Duits schrijfster en ontwerpster.
Schalansky studeerde kunstgeschiedenis en communicatie-design. In 2009 verscheen haar boek Atlas der abgelegenen Inseln, waarvoor ze de geschiedenis van vijftig eilanden over heel de wereld beschreef. Ze verzorgde ook de illustraties. Deze atlas is in 2014 ook in het Nederlands verschenen met de titel: "De Atlas van Afgelegen Eilanden" met de ondertitel: "Vijftig eilanden waar ik nooit ben geweest en ook nooit zal komen".
Schalansky is in Nederland vooral bekend door haar tweede roman, Der Hals Der Giraffe, waarvoor ze de illustraties verzorgde en waarvan in Duitsland meer dan 125 duizend exemplaren werden verkocht. Het werd in het Nederlands vertaald onder de titel De lessen van mevrouw Lohmark. In 2012 trad ze op tijdens het festival Crossing Border, maar grotere bekendheid kreeg ze door een optreden bij Adriaan van Dis, die in het kader van de Boekenweek en op verzoek van Matthijs van Nieuwkerk, presentator van De Wereld Draait Door, in maart 2013 het programma Hier is... Adriaan van Dis opnieuw verzorgde. Schalansky was daar te gast. De lessen van mevrouw Lohmark stond in de weken erna enige tijd in de bestsellerlijst van de CPNB.
In 2020 werd de Nicolas-Born-Preis aan haar toegekend.
Ze woont en werkt in Berlijn.

## Werken
- Fraktur mon Amour (2006)
- Blau steht dir nicht (2008)
- Atlas der abgelegenen Inseln (2009; in het Nederlands vertaald als De Atlas van Afgelegen Eilanden)
- Der Hals der Giraffe (2011; in het Nederlands vertaald als De lessen van mevrouw Lohmark)
- Verzeichnis einiger Verluste (2018; in het Nederlands vertaald als Inventaris van enkele verliezen)

- Bibsys: 7074647
- Biblioteca Nacional de España: XX5317580
- Bibliothèque nationale de France: cb15867558v (data)
- Catàleg d'autoritats de noms i títols de Catalunya: 981058528568406706
- CiNii: DA19645770
- Gemeinsame Normdatei: 131647679
- International Standard Name Identifier: 0000 0000 4222 4281
- Library of Congress Control Number: n2008032137
- Nationale Bibliotheek van Letland: 000169061
- Bibliotheek van het Japanse parlement: 001229674
- Nationale Bibliotheek van Tsjechië: jo2011661513
- Nationale Bibliotheek van Israël: 987007336936005171
- Nationale Bibliotheek van Polen: a0000002850068
- Nationale en Universitaire bibliotheek Zagreb: 000756315
- Nederlandse Thesaurus van Auteursnamen: 315695153
- Réseau des bibliothèques de Suisse occidentale: 02-A018393821
- Istituto Centrale per il Catalogo Unico: LO1V381048
- LIBRIS: 360056
- Système universitaire de documentation: 120737396
- Virtual International Authority File: 74186916
- WorldCat: E39PBJt8gfMKDkQp7V8CRm6VG3